# Allan Stanley
Allan Herbert „Al“ Stanley (* 1. März 1926 in Timmins, Ontario; † 18. Oktober 2013 in Bobcaygeon, Ontario) war ein kanadischer Eishockeyspieler, der im Verlauf seiner aktiven Karriere zwischen 1946 und 1969 unter anderem 1353 Spiele für die New York Rangers, Chicago Black Hawks, Boston Bruins, Toronto Maple Leafs und Philadelphia Flyers in der National Hockey League auf der Position des Verteidigers bestritten hat. Stanley gewann insgesamt fünfmal in seiner Karriere den Stanley Cup – davon zwischen 1962 und 1967 viermal mit den Toronto Maple Leafs sowie im Jahr 1950 mit den New York Rangers. Zudem erhielt er als einer der besten Abwehrspieler der NHL der frühen 1960er-Jahre zahlreiche individuelle Auszeichnungen, die mit der Aufnahme in die Hockey Hall of Fame im Jahr 1981 ihren Höhepunkt fanden.

## Karriere

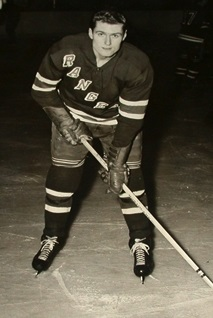
Stanley im Trikot der New York Rangers

Als Jugendlicher stand für Stanley keineswegs fest, dass er Eishockeyprofi werden wollte. Nachdem er mit seinem Team positiv aufgefallen war, luden ihn die Boston Bruins mit 16 Jahren zu einem Trainingslager ein. Die Vorstellung so weit von zuhause weg zu sein, gefiel ihm nicht und so erfreute ihn ein Angebot der Oshawa Generals. Doch Bostons General Manager Art Ross und der Trainer Dit Clapper wussten es zu verhindern, dass er ins Umfeld der Toronto Maple Leafs zog. Nach zwei Spielzeiten bei den Boston Olympics kam er in die American Hockey League zu den Providence Reds.
Im Dezember 1948 wurde er an die New York Rangers abgegeben und schaffte sofort den Sprung in die NHL. In der Saison 1949/50 holte er dort seinen ersten Stanley Cup. Nachdem er fünf Jahre solide für die Rangers verteidigt hatte, schickte ihn Frank Boucher in die Western Hockey League zu den Vancouver Canucks. Er kehrte im Jahr darauf zurück, doch wurde schon im Laufe der Saison 1954/55 an die Chicago Black Hawks, im Tausch für Bill Gadsby, abgegeben. Zwei Jahre blieb er in Chicago, bevor ihn Lynn Patrick, der einst die Rangers trainiert hatte, zu den Boston Bruins holte.
In seiner ersten Saison 1956/57 in Boston spielte er eine hervorragende Rolle, doch kurz vor den Playoffs verletzte er sich schwer. Ohne ihn unterlagen die Bruins in der Finalserie gegen Montréal. Im Jahr darauf war er im Kader als man in den Finalspielen erneut auf die Canadiens traf, doch auch dieses Mal unterlagen die Bruins.
Ab der Saison 1958/59 spielte er für die Toronto Maple Leafs. Während man in Boston dachte, seine Karriere ginge zu Ende, war er an der Seite von Tim Horton ein Leistungsträger in der Verteidigung der Leafs, in der mit Carl Brewer, Bob Baun und Marcel Pronovost noch weitere starke Spieler standen. In seinen zehn Jahre mit Toronto gab es oft Gerüchte über seinen Rücktritt, doch er zeigte stets mit starken Leistungen, wie wichtig er für sein Team war. Viermal holte er mit den Maple Leafs den Stanley Cup.
Für die Saison 1958/59 holten die Philadelphia Flyers den erfahrenen Verteidiger in das neue Team der NHL. Nach einer Spielzeit mit den Flyers beendete er seine aktive Karriere im Alter von 43 Jahren. Im Jahr 1981 wurde er mit der Aufnahme in die Hockey Hall of Fame geehrt.

## Erfolge und Auszeichnungen
| - 1950 Stanley-Cup-Gewinn mit den New York Rangers - 1955 Teilnahme am NHL All-Star Game - 1957 Teilnahme am NHL All-Star Game - 1960 NHL Second All-Star Team - 1960 Teilnahme am NHL All-Star Game - 1961 NHL Second All-Star Team - 1962 Stanley-Cup-Gewinn mit den Toronto Maple Leafs | - 1962 Teilnahme am NHL All-Star Game - 1963 Stanley-Cup-Gewinn mit den Toronto Maple Leafs - 1964 Stanley-Cup-Gewinn mit den Toronto Maple Leafs - 1966 NHL Second All-Star Team - 1967 Teilnahme am NHL All-Star Game - 1967 Stanley-Cup-Gewinn mit den Toronto Maple Leafs - 1968 Teilnahme am NHL All-Star Game |

## Karrierestatistik
(Legende zur Spielerstatistik: Sp oder GP = absolvierte Spiele; T oder G = erzielte Tore; V oder A = erzielte Assists; Pkt oder Pts = erzielte Scorerpunkte; SM oder PIM = erhaltene Strafminuten; +/− = Plus/Minus-Bilanz; PP = erzielte Überzahltore; SH = erzielte Unterzahltore; GW = erzielte Siegtore; 1 Play-downs/Relegation; Kursiv: Statistik nicht vollständig)